# 侯應賓
侯應賓（1576年—？），字觀之，號嵎阳，浙江樂清縣人，明朝政治人物，同進士出身。

## 生平
萬曆二十八年（1600年）庚子科浙江鄉試舉人，与父侯傅邦同登三十二年（1604年）甲辰科進士，授南寧府推官，調武昌府推官。萬曆四十四年（1616年）任福建漳州府知府，天启元年（1621年）由杨瀚接任。

## 家族
曾祖侯廷訓，祖父侯一元，父侯化邦，乙卯舉人。母陳氏、葉氏。永感下。娶陳氏。子思繹。叔父侯傅邦，进士。